# Doświadczenie Ørsteda
Doświadczenie Hansa Ørsteda (spolszczona pisownia: Oersteda) – eksperyment, przeprowadzony około 1820 r. przez Hansa Ørsteda. Ustawiona pod przewodnikiem elektrycznym igła magnetyczna, po zasileniu przewodnika prądem elektrycznym, zmienia swoją orientację, co dowodzi, że wokół przewodnika wytwarza się pole magnetyczne.